# Estat de Hadejia
L'estat de Hadeija a Nigèria és una reivindicació encara no feta efectiva que es va iniciar el 1975 i encara dura.
El 1975 la comunitat va enviar la seva sol·licitud al llavors cap d'estat militar, l'ara ja difunt General Murtala Muhammad. Des de llavors, la comunitat hadejia no ha deixat de reclamar la fundació d'un estat propi cada vegada que el govern ha ofert aquesta possibilitat. La sol·licitud va rebre un impuls el 192 i 1983 quan l'Assemblea Nacional va aprovar la sol·licitud de referèndum, però a causa d'un canvi de govern, el somni tan esperat no es va concretar.
El 1991, es va presentar una petició similar al llavors cap militar de l'Estat, el general Ibrahim Babangida Badamasi. En 1994 una altra sol·licitud va ser presentada a la llavors Conferència Nacional Constitucional sota l'ara difunt General Sani Abacha. Quan la Conferència Nacional Constitucional va presentar el seu
informe al Consell Provisional de Govern (PRC), la proposta d'un estat de Hadejia va ser un dels set estats recomanen per ser creats, però no es va fer efectiu.
Es va fer una nova sol·licitud per a la creació de l'estat de Hadejia el 1996 a través del Local Government and Boundary Adjustment Committee, un comitè creat pel
govern federal per tornar a examinar la recomanacions de la Conferència Nacional Constitucional sobre creació d'estats i governs locals, així com ajustos fronterers. No obstant això, arran de la recomanació del Consell Provisional de Govern (PRC) que suggeria la creació d'un estat en cada uns de les sis zones geopolítiques, la comunitat Hadejia va perdre la seva oportunitat i el present estat de Zamfara va ser l'únic estat creat a la zona Nord-oest.
A l'octubre de 2009, la sol·licitud de la creació de l'estat de Hadejia va ser remesa a l'Assemblea Nacional per ser remesa al braç executiu del govern per l'aprovació final. A més, el 2009, un memoràndum sol·licitant la creació d'un estat de Hadejia també es va presentar a la NASS (National Assembly). La comunitat també va demanar la creació d'11 governs locals addicionals que incloïa Bualngu, Biram, Diginsa, Dakaiyawa, Fadama, Sarawa, Jarkasa, Kadira, Ruba,
Jabo i Ayama (el que portava a 19 les àrees de govern local a l'estat de Hadeija, mentre l'emirat està format per 8 governs locals: Auyo, Birniwa, Guri, Hadejia,
Kafin-Hausa, Kaugama, Kirikasamma i Mallam-Madori.
Els resultats van indicar que la proposta de l'estat de Hadejia compta amb un territori de no menys de 7000 km² amb una població d'1.245.571 habitants d'acord amb les estadístiques del Cens de 2006 (Cens Nacional de Població). La població podria augmentat tenint en compte la taxa mitjana de creixement nacional de
2,83% anual. Sota el sistema provincial d'administració, l'emirat de Hadejia va ser el segon més gran en la llavors província de Kano en termes de la seva mida, l'economia, la població i altres índexs socioeconòmics. La zona era també afavorida amb força humà i recursos naturals que s'inclouen aigua i sòl fèrtil
adequat per a tot tipus d'activitats agrícoles.
El 28 de juliol de 2010, la comunitat Hadejia sota l'auspici del Moviment per a la Creació de l'estat de Hadejia va tornar a posar una altra sol·licitud davant l'Assemblea Nacional per a la creació de l'estat de Hadejia. La delegació va estar encapçalada pel president de l'Assemblea de l'estat de Jigawa, Alhaji Adamu Ahmad Sarawa.